# サークルオブライフ
サークルオブライフ（欧字名:Circle of Life、2019年3月24日 - ）は、日本の競走馬。主な勝ち鞍は2021年の阪神ジュベナイルフィリーズ、アルテミスステークス。
馬名の意味は、命の輪。母名、母母名より連想。2021年のJRA賞最優秀2歳牝馬。

## 戦績

### 2歳（2021年）
8月28日新潟の2歳新馬（芝1800m）に4番人気でデビュー。中団追走から直線で追い上げるもイクイノックスの3着に敗れる。
9月20日中山の2歳未勝利（芝1600m）ではスタートで後手を踏み最後方を追走。向正面でポジションを上げ、直線で先頭に立つと最後はニシノラブウインクに2馬身半差をつけ初勝利を飾る。
10月30日のアルテミスステークスでは中団のやや後方で脚を溜め、直線で外から鋭く脚を伸ばすと先に抜け出したベルクレスタをクビ差差し切って重賞初制覇を果たした。
12月12日、阪神ジュベナイルフィリーズにて3番人気に推された同馬は直線で外から前の各馬を差し切り、中団追走から内目をしぶとく伸びた8番人気ラブリイユアアイズに1/2馬身差をつけ勝利、GI初制覇を果たした。オーナーブリーダーである千代田牧場のGI勝利は2002年の同レースを制したピースオブワールド以来19年ぶりであった。

### 3歳 - 4歳（2022年 - 2023年）
次走としてチューリップ賞、その後桜花賞への出走を表明した。
3月5日、予定通りチューリップ賞に出走。好スタートを切ると馬群中団を追走し、最後の直線に入るとムチを入れ懸命に追うが、先に抜け出していたナミュールと内側で抜け出した13番人気の伏兵ピンハイ（単勝229.8倍）を捉えきれず、3着となった。馬連563倍の大波乱であった。
4月10日のクラシック初戦の桜花賞は外枠が不利な展開のなか、外から脚を伸ばして勝ち馬スターズオンアースと0.1秒差の4着に入った。
5月22日の優駿牝馬（オークス）は、桜花賞のレース内容から「距離伸びてプラス」と評価されて1番人気になるも、ゲート入りの最中にサウンドビバーチェが放馬し、捕まるのを待っている間にテンションが上がってしまい、スタートで出遅れ。そのまま後方で見せ場なく1着スターズオンアースから1.9秒差も離されての12着に終わる。鞍上のデムーロはレース後「ゲートの中でイライラして出遅れました。最初から全然脚が出なくて、最後も反応がなかった」とコメントした。
秋初戦として、9月10日に行われたGIII紫苑ステークスに出走。この日の馬体重はデビュー以来、最も軽い462キロであった。3番人気に推されたレースでは、スタートで出遅れ後手に回って道中は最後方を追走。向正面から外を回ってまくり上げるも、4着に敗れた。
紫苑ステークスの5日後に右前浅屈腱炎発症が判明、全治9ヶ月以上と診断されたため、秋華賞出走を断念、長期休養に入っていたが、2023年10月12日に引退が発表され、同日付で競走馬登録を抹消された。今後は繁殖入りに向けてアメリカなどを視野に検討している。飯田正剛氏は「1年間我慢しましたが、脚元のことでもしものことがあってはならない。無理はさせられないので、引退を決めました。サンデーサイレンスのクロスが入っていますので、海外でけい養することも考えています。本当に強い馬でしたので、母としても大変期待しています」と語った。

## 競走成績
以下の内容は、JBISサーチおよびnetkeiba.comに基づく。
| 競走日     | 競馬場 | 競走名         | 格   | 距離（馬場）  | 頭 数 | 枠 番 | 馬 番 | オッズ （人気） | 着順 | タイム （上り3F） | 着差 | 騎手        | 斤量 [kg] | 1着馬（2着馬）         | 馬体重 [kg] |
| ---------- | ------ | -------------- | ---- | ------------- | ----- | ----- | ----- | --------------- | ---- | ----------------- | ---- | ----------- | --------- | ---------------------- | ----------- |
| 2021.08.28 | 新潟   | 2歳新馬        |      | 芝1800m（良） | 15    | 4     | 6     | 007.10（4人）   | 03着 | R1:48.6（35.5）   | -1.2 | 0M.デムーロ | 54        | イクイノックス         | 480         |
| 0000.09.20 | 中山   | 2歳未勝利      |      | 芝1600m（良） | 15    | 1     | 1     | 008.50（3人）   | 01着 | R1:35.4（35.4）   | -0.4 | 0M.デムーロ | 54        | （ニシノラブウインク） | 472         |
| 0000.10.30 | 東京   | アルテミスS    | GIII | 芝1600m（良） | 11    | 6     | 7     | 021.90（7人）   | 01着 | R1:34.0（33.5）   | -0.0 | 0M.デムーロ | 54        | （ベルクレスタ）       | 478         |
| 0000.12.12 | 阪神   | 阪神JF         | GI   | 芝1600m（良） | 18    | 5     | 10    | 005.60（3人）   | 01着 | R1:33.8（33.9）   | -0.1 | 0M.デムーロ | 54        | （ラブリイユアアイズ） | 478         |
| 2022.03.05 | 阪神   | チューリップ賞 | GII  | 芝1600m（良） | 14    | 2     | 3     | 003.30（2人）   | 03着 | R1:33.4（34.5）   | -0.2 | 0M.デムーロ | 54        | ナミュール             | 476         |
| 0000.04.10 | 阪神   | 桜花賞         | GI   | 芝1600m（良） | 18    | 8     | 16    | 005.10（2人）   | 04着 | R1:33.0（33.3）   | -0.1 | 0M.デムーロ | 55        | スターズオンアース     | 482         |
| 0000.05.22 | 東京   | 優駿牝馬       | GI   | 芝2400m（良） | 17    | 3     | 6     | 003.20（1人）   | 12着 | R2:25.8（34.8）   | -1.9 | 0M.デムーロ | 55        | スターズオンアース     | 484         |
| 0000.09.10 | 中山   | 紫苑S          | GIII | 芝2000m（良） | 12    | 2     | 2     | 006.00（3人）   | 04着 | R2:00.1（34.9）   | -0.2 | 0M.デムーロ | 54        | スタニングローズ       | 462         |

## 繁殖成績
引退後は生まれ故郷の千代田牧場で繁殖牝馬となった。初年度はイクイノックスと交配した。
2025年2月10日、初仔となる牝馬を出産した。
|      | 誕生年 | 馬名                         | 毛色 | 父             | 性 | 厩舎 | 馬主 | 戦績 | 出典 |
| ---- | ------ | ---------------------------- | ---- | -------------- | -- | ---- | ---- | ---- | ---- |
| 初仔 | 2025年 | （サークルオブライフの2025） |      | イクイノックス | 牝 |      |      |      |      |

## 血統表
| サークルオブライフの血統        | サークルオブライフの血統                                                     | サークルオブライフの血統                                                     | （血統表の出典）                                                             | （血統表の出典）    |
| 父系                            | ロベルト系                                                                   | ロベルト系                                                                   | ロベルト系                                                                   | [ § 2 ]             |
| 父 エピファネイア 2010 鹿毛     | 父の父*シンボリクリスエス 1999 黒鹿毛                                        | Kris S.                                                                      | Roberto                                                                      | Roberto             |
| 父 エピファネイア 2010 鹿毛     | 父の父*シンボリクリスエス 1999 黒鹿毛                                        | Kris S.                                                                      | Sharp Queen                                                                  |                     |
| 父 エピファネイア 2010 鹿毛     | 父の父*シンボリクリスエス 1999 黒鹿毛                                        | Tee Kay                                                                      | Gold Meridian                                                                | Gold Meridian       |
| 父 エピファネイア 2010 鹿毛     | 父の父*シンボリクリスエス 1999 黒鹿毛                                        | Tee Kay                                                                      | Tri Argo                                                                     |                     |
| 父 エピファネイア 2010 鹿毛     | 父の母シーザリオ 2002 青毛                                                   | スペシャルウィーク                                                           | *サンデーサイレンス                                                          | *サンデーサイレンス |
| 父 エピファネイア 2010 鹿毛     | 父の母シーザリオ 2002 青毛                                                   | スペシャルウィーク                                                           | キャンペンガール                                                             |                     |
| 父 エピファネイア 2010 鹿毛     | 父の母シーザリオ 2002 青毛                                                   | *キロフプリミエール                                                          | Sadler's Wells                                                               | Sadler's Wells      |
| 父 エピファネイア 2010 鹿毛     | 父の母シーザリオ 2002 青毛                                                   | *キロフプリミエール                                                          | Querida                                                                      |                     |
| 母 シーブリーズライフ 2010 栗毛 | 母の父アドマイヤジャパン 2002 栗毛                                           | *サンデーサイレンス                                                          | Halo                                                                         | Halo                |
| 母 シーブリーズライフ 2010 栗毛 | 母の父アドマイヤジャパン 2002 栗毛                                           | *サンデーサイレンス                                                          | Wishing Well                                                                 |                     |
| 母 シーブリーズライフ 2010 栗毛 | 母の父アドマイヤジャパン 2002 栗毛                                           | ビワハイジ                                                                   | Caerleon                                                                     | Caerleon            |
| 母 シーブリーズライフ 2010 栗毛 | 母の父アドマイヤジャパン 2002 栗毛                                           | ビワハイジ                                                                   | *アグサン                                                                    |                     |
| 母 シーブリーズライフ 2010 栗毛 | 母の母プレシャスライフ 2004 芦毛                                             | *タイキシャトル                                                              | Devil's Bag                                                                  | Devil's Bag         |
| 母 シーブリーズライフ 2010 栗毛 | 母の母プレシャスライフ 2004 芦毛                                             | *タイキシャトル                                                              | *ウェルシュマフィン                                                          |                     |
| 母 シーブリーズライフ 2010 栗毛 | 母の母プレシャスライフ 2004 芦毛                                             | *スターマイライフ                                                            | Storm Cat                                                                    | Storm Cat           |
| 母 シーブリーズライフ 2010 栗毛 | 母の母プレシャスライフ 2004 芦毛                                             | *スターマイライフ                                                            | Great Lady M                                                                 |                     |
| 母系(F-No.)                     | (FN:22-d)                                                                    | (FN:22-d)                                                                    | (FN:22-d)                                                                    | [ § 3 ]             |
| 5代内の近親交配                 | サンデーサイレンス 4×3, Halo 5×4･5, Hail to Reason 5×5, Caerleon 4･5（母内） | サンデーサイレンス 4×3, Halo 5×4･5, Hail to Reason 5×5, Caerleon 4･5（母内） | サンデーサイレンス 4×3, Halo 5×4･5, Hail to Reason 5×5, Caerleon 4･5（母内） | [ § 4 ]             |
| 出典                            | 1. 2. 3. 4.                                                                  | 1. 2. 3. 4.                                                                  | 1. 2. 3. 4.                                                                  | 1. 2. 3. 4.         |

- 曾祖母・スターマイライフはアメリカ生まれで、1995年に飯田正剛の父・飯田正が輸入している[22]。
- スターマイライフの半姉に1986年のエクリプス賞年度代表馬Lady's Secret（父Secretariat）がおり、その孫には2004年ファルコンステークス勝ちのキョウワハピネス、2010年フィリーズレビュー勝ちのサウンドバリアーが、曾孫には2022年きさらぎ賞勝ちのマテンロウレオがいる。
- スターマイライフの半姉・グレートクリスティーヌ（父Danzig）の子に、2002年のスプリンターズステークスで優勝したビリーヴがいる。
- スターマイライフの子・ロイヤルペルラ（父ブライアンズタイム）の子に2011年フラワーカップ勝ちのトレンドハンター、2012年スパーキングレディーカップ勝ちのスティールパスの姉妹がいる。